# Bouzas (Villamarín)
Bouzas es un lugar situado en la parroquia de Boimorto, del municipio español de Villamarín, en la provincia de Orense, Galicia.

## Demografía
| Gráfica de evolución demográfica de Bouzas entre 2000 y 2023 |
|                                                              |
| Datos según el nomenclátor publicado por el INE.             |